# Bill Hill
Der Bill Hill ist ein 41 m hoher Hügel auf der westantarktischen Seymour-Insel. Er ragt südwestlich des Cross Valley nahe der Bertodano-Bucht auf.
Wissenschaftler entdeckten hier zwischen 1993 und 1994 zahlreiche Fossilien von Wirbellosen. Polnische Wissenschaftler benannten ihn 1999 nach dem US-amerikanischen Geowissenschaftler William John Zinsmeister (* 1946) von der Purdue University, der im Rahmen des United States Antarctic Program die Paläontologie von Weichtieren auf der Seymour-Insel erforscht hatte.